# Nieuwrode
Nieuwrode is een deelgemeente van de gemeente Holsbeek, gelegen in de provincie Vlaams-Brabant. Nieuwrode was een zelfstandige gemeente tot aan de gemeentelijke herindeling van 1977.

## Geschiedenis
Het dorp is ontstaan in de 12e eeuw. De eerste kerk of kapel werd gebouwd in het domein van de heren van Schoonhoven. De parochie Nieuwrode was tot 1239 een quarta capella van de moederkerk van Sint-Pieters-Rode.
De oudste schrijfwijze van "Nieuwrode" is "Noweroi", later "Nurode" (1235) en nog later "Nieuwrode" (1671).
De naam wijst op het bestaan van "een nieuw ontbost gebied" in vergelijking met een ouder gebied in de buurt; in feite ging het om een nieuwe ontginning naast de oude van Sint-Pieters-Rode. Aandacht dient overigens besteed aan mogelijke verwarring met Nieuwenrode (Kapelle-op-den-Bos).
Het dorp was lang bekend om de perzikboomgaarden, samen met Wezemaal en Gelrode. Maar rond 1970 begon het aantal boomgaarden snel terug te lopen. Anno 2006 zijn er bijna geen meer. Ook de aardbeienteelt is anno 2006 sterk aan het teruglopen.

## Bezienswaardigheden
- De Sint-Lambertuskerk
- De pastorie van 1707 met heraangelegde pastorietuin.
- De Blauwmolen, een watermolen
- De Heilige-Geestmolen, een watermolen

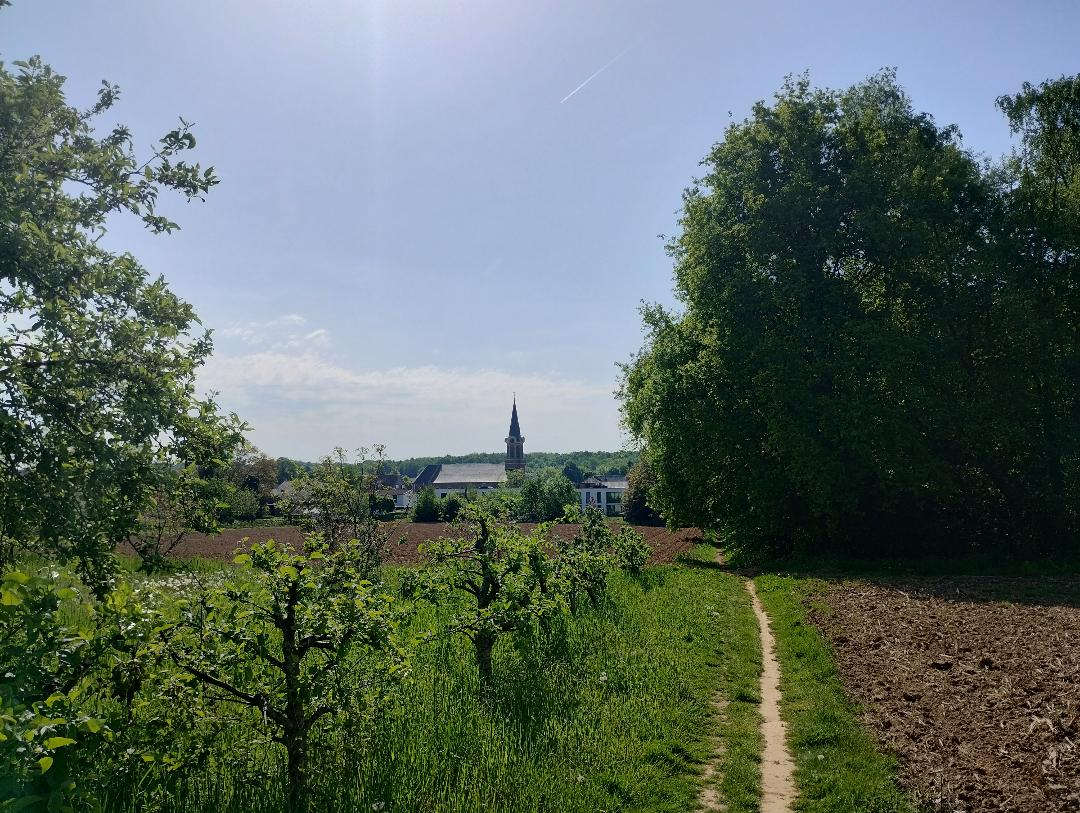
Nieuwrode

## Natuur en landschap
Nieuwrode ligt in het Hageland en de hoogte varieert van 17-60 meter. De Grote Losting en de Kleine Losting stromen door het gebied. Verder zijn er getuigenheuvels zoals de Beninksberg ten westen van Nieuwrode, Benneberg en Kriesberg ten oosten van Nieuwrode. Ook ten oosten van Nieuwrode ligt het Mostingbos.

## Demografische ontwikkeling
- Bronnen:NIS, Opm:1831 tot en met 1970=volkstellingen; 1976 = inwoneraantal op 31 december

## Nabijgelegen kernen
Aarschot, Gelrode, Wezemaal, Sint-Pieters-Rode, Houwaart